# Corona liechtensteiniana
La corona liechtensteiniana (Plural: Kronen) fue la moneda de Liechtenstein desde 1898 hasta 1921. 

## Monedas
Las monedas son raras de encontrar, pero los billetes son un poco más comunes. La corona se dividía en 100 Heller. Liechtenstein utilizaba la corona austrohúngara y corona austríaca después de la disolución del Imperio austrohúngaro en 1918. Luego de estos sucesos el reino adoptó al franco suizo debido a la inestabilidad de la corona de 1921. Las monedas de la corona de Liechtenstein tenían la misma cantidad de metales preciosos que los que tenían las monedas de la corona austrohúngara y la corona austríaca. Se acuñaron numismas con valores de 1, 2, 5, 10 y 20 coronas. 
| Imagen | Denominación | Emisión | Material | Forma    |
| ------ | ------------ | ------- | -------- | -------- |
|        | 1 Corona     | 1898    | Plata    | Circular |
|        | 2 Coronas    | 1898    | Plata    | Circular |
|        | 5 Coronas    | 1898    | Plata    | Circular |
|        | 10 Coronas   | 1898    | Oro      | Circular |
|        | 20 Coronas   | 1898    | Oro      | Circular |

## Billetes
Solo se imprimió papel moneda de emergencia en denominaciones de 10, 20 y 50 céntimos durante el año 1920.